# Жилінський Ігор Федорович
Жилінський Ігор Федорович (8 березня 1929, Рівне – 8 жовтня 2013, Рівне) – український актор, театрознавець, педагог, художник.
Член Спілки театральних діячів України (1954).

## Життєпис
Народився в сім’ї корінних рівнян Федора та Пелагеї Жилінських. Батько – відомий у місті художник-іконописець, шість його ікон зберігаються у Свято-Успенській церкві Рівного, низка реставрованих робіт є у храмах Рівненщини, Польщі та Білорусі. Одружився з рівнянкою Пелагеєю, в шлюбі народилося троє синів: Ігор, Анатолій та Мефодій. 
У 1936-1939 – навчався у польській школі №8 м. Рівного.
Із приходом радянської влади (1939) перейшов до російської школи №5, під час Другої світової війни відвідував гуманітарну школу.
Військову службу проходив у Москві. У 1950-1951 – вільний слухач студії ім. М. Щепкіна при Московському Державному Академічному Малому театрі. 
Після закінчення курсів повернувся у Рівне, працював екскурсоводом на виставці народних промислів. Із 1954-1969 – актор Рівненського обласного академічного музично-драматичного театру. Одночасно вступив на театрознавчий факультет Київського театрального інституту ім. Карпенка-Карого. У 1970 закінчив інститут. Працював у драматичному гуртку Рівненського клубу залізничників. 
У 1970-1972 – старший методист із театрального жанру ОБНТ профспілок. Із 1972 – старший викладач Рівненського інституту культури (РДІК), у 1977-1987 – завідувач кафедри режисури. Викладав предмет «Історія театру». 

## Творча спадщина
Зіграв 74 ролі, серед них: Незнамов ( «Без вини винні» О. Островського); Буланов («Ліс» О. Островського); Степан («Маруся Богуславка» М. Старицького); Пилип («Наймичка» І. Карпенка-Карого); Мотл Камзол («Тевьє-Молочник» Ш. Алейхема); король Франції («Король Лір» В. Шекспіра); Паріс («Ромео і Джульєтта» В. Шекспіра); Андрій («Марина» М. Зарудного).
Зробив художнє оформлення вистав: «Олов’яні кільця», «Зачарована принцеса» Т. Габбе; «Таємниця тітоньки Даші» Е. Помещикова; «Цвіркунчик» Т. Кожушника; «Людина із зірки» К. Вітлінгера; «Під рідним небом» А. Боженка; «Стасик-слідопит» А. Школьника; «Цілюще яблуко» Е. Стеглика; «Коли цвіте акація» М. Вінникова.
У 2009 видав монографію «Історія театрального мистецтва Рівненщини» – унікальне дослідження багаторічного театрального життя краю, починаючи з заснування Рівненського театру (1908) за сприяння мецената Лейби Зафрана і до наших днів. 

## Захоплення
Як художник реставрував ікони разом із батьком. Малював «Голгофи» для православних храмів. Був учасником мистецьких виставок (Рівне).
Захоплювався вишивкою на полотні.

## Галерея

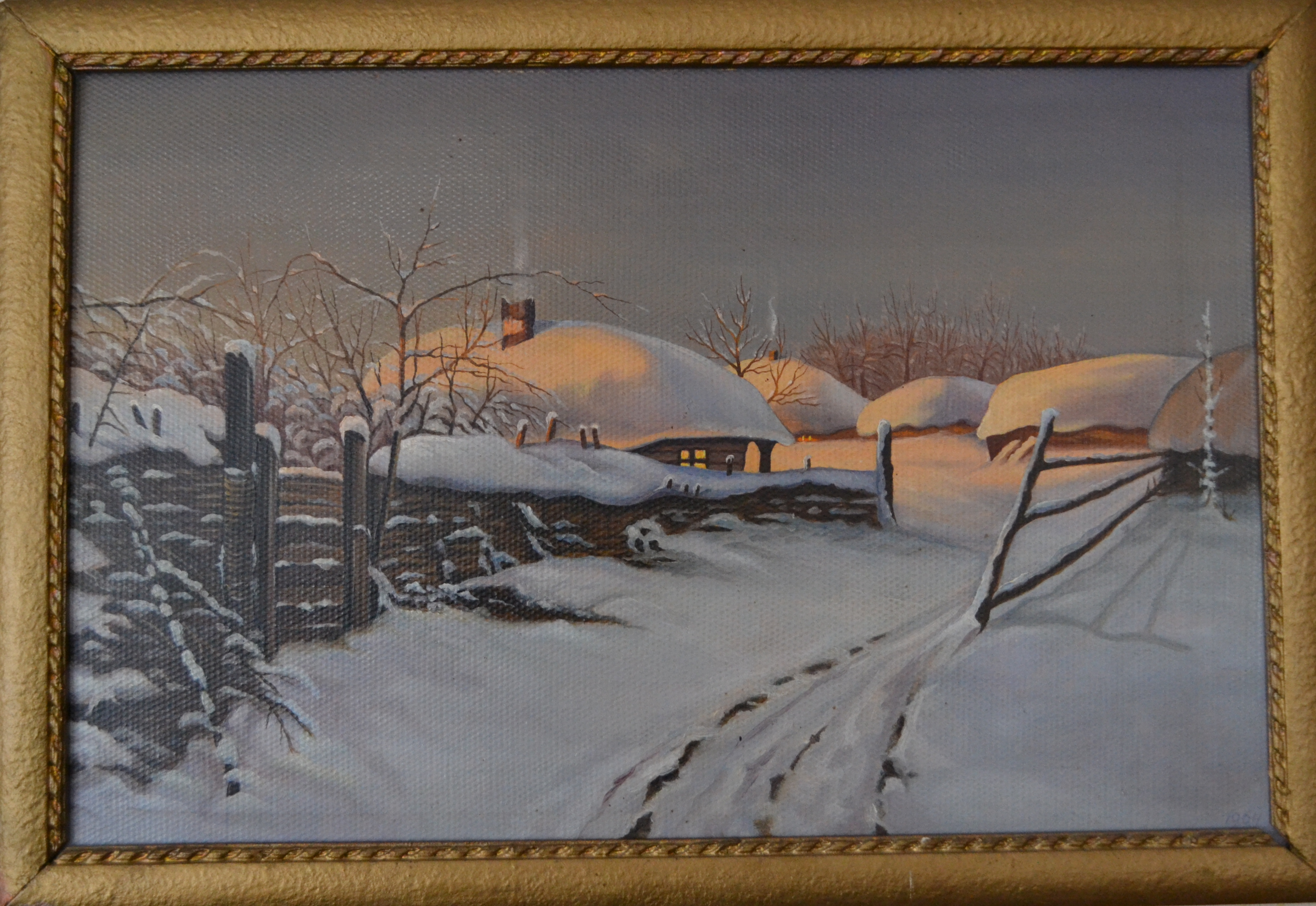
Картина "Вечірнє село" Жилінський І. Ф.
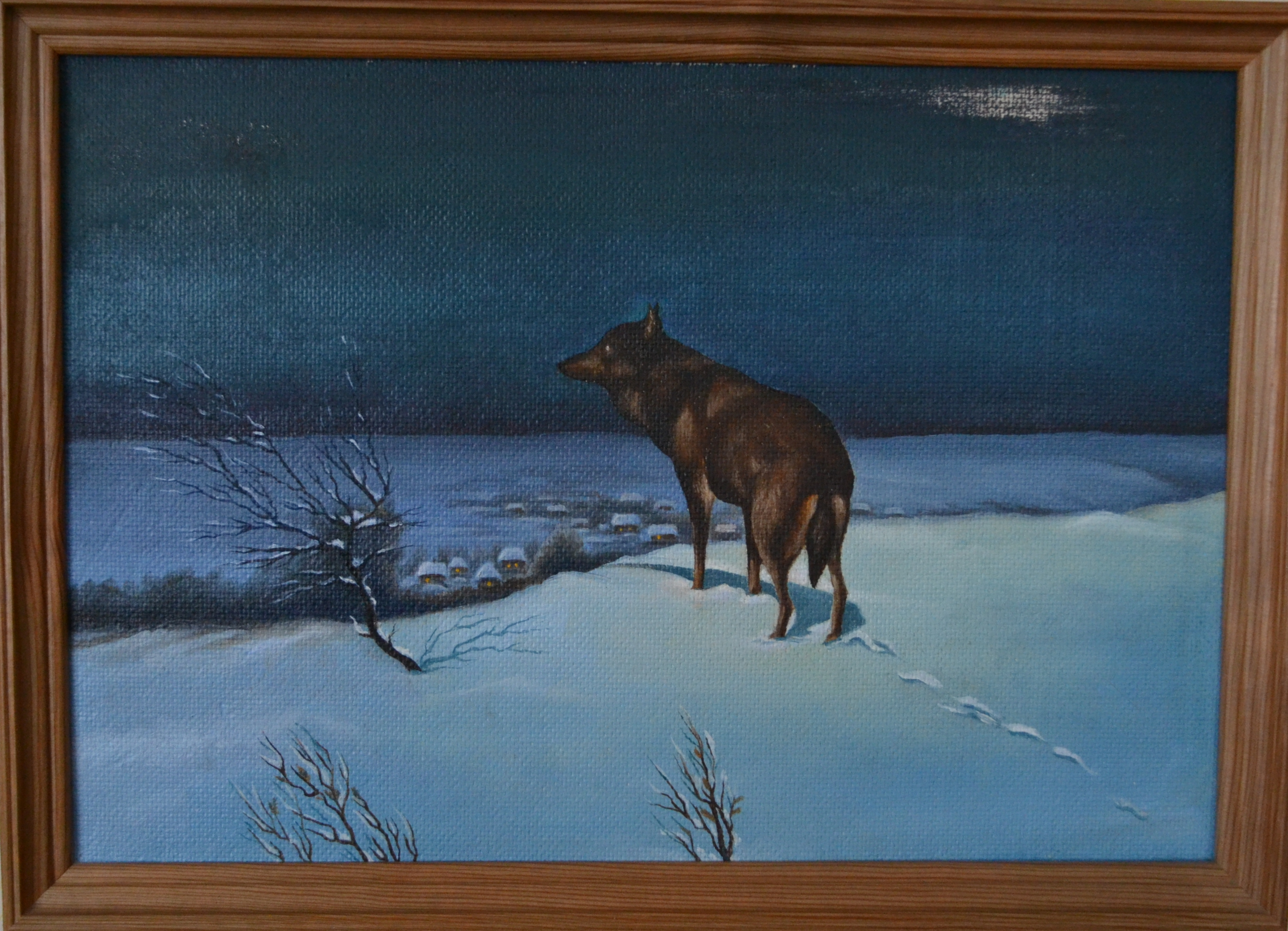
Картина "Вовк" Жилінський І. Ф.